# Cantone di Le Caylar
Il Cantone di Le Caylar era una divisione amministrativa dell'arrondissement di Lodève.
A seguito della riforma approvata con decreto del 26 febbraio 2014, che ha avuto attuazione dopo le elezioni dipartimentali del 2015, è stato soppresso.

## Composizione
Comprendeva i comuni di:
- Le Caylar
- Le Cros
- Pégairolles-de-l'Escalette
- Les Rives
- Saint-Félix-de-l'Héras
- Saint-Maurice-Navacelles
- Saint-Michel
- Sorbs